# Cisalpinska Republika
Cisalpinska Republika (talijanski: Repubblica Cisalpina) bila je sestrinska republika Francuske u sjevernoj Italiji koja je postojala od 1797. godine do 1802. godine. Napoleon Bonaparte osnovao ju je 1797. godine nakon pobjede u bitci kod Lodija u svibnju 1796. godine sjedinjenjem Cispadanske i Transpadanske Republike. Kasnije je proširena zapadnim dijelom Mletačke Republike i Novare. Glavni grad bio joj je Milano. Godine 1802. godine preimenovana je u Talijansku Republiku, a 1805. je godine postala jezgrom Kraljevine Italije s kraljem Napoleonom. Nakon Napoleonova sloma 1815. godine Austrijsko Carstvo anektiralo je ostatke Kraljevine Italije 12. lipnja 1815. godine. 